# Paraphlebia zoe
Paraphlebia zoe é uma espécie de libelinha da família Megapodagrionidae.
É endémica do México.
Os seus habitats naturais são: florestas subtropicais ou tropicais húmidas de baixa altitude e rios.
Está ameaçada por perda de habitat.